# Sinister
Sinister (titulada en Hispanoamérica como Siniestro) es una película británica de terror sobrenatural de 2012 dirigida por Scott Derrickson. Narra las vivencias del escritor '
Ellison Oswalt cuando descubre una caja con vídeos caseros que pone a su familia en peligro. Además de la cinematografía tradicional, la película usa el recurso del «metraje encontrado». Exhibida en el Festival SXSW, Sinister se estrenó en el Reino Unido el 5 de octubre de 2012.

## Argumento
La película comienza con un vídeo en formato Super-8 que muestra a una familia de cuatro personas de pie bajo un árbol, con bolsas en sus cabezas y cuerdas atadas a sus cuellos. Un ente desconocido corta con una sierra una rama del árbol, que hace de contrapeso, levantando y estrangulando a toda la familia a la vez.
Meses después, el novelista de crímenes Ellison Oswalt (Ethan Hawke) se muda a la misma casa del asesinato, buscando inspiración para escribir sobre ese crimen, intentando conseguir un éxito como el que le lanzó a la fama, pues usa crímenes reales como base para sus libros. Con él van su esposa, Tracy (Juliet Rylance), que no sabe del pasado de la casa y sus dos hijos, Ashley (Clare Foley) y Trevor (Michael Hall D'Addario).
Ellison descubre en el ático un proyector y varias cintas de película Super-8 etiquetadas como vídeos caseros, entre ellas está el vídeo del inicio de la película, titulado «Diversión familiar '11». Comienza a ver los vídeos uno por uno, interesándose más por el de la familia siendo estrangulada, pues se da cuenta de que el árbol de la cinta es el del patio trasero. Ve el vídeo una y otra vez, día tras día, intentando descubrir quién es el responsable del asesinato; hasta que descubre que supuestamente, eran cinco los miembros de la familia, pero uno de los niños se extravió tras el asesinato.
Ellison ve las películas siguientes que muestran asesinatos de otras familias. Entre ellas está la muerte por degollación (etiquetada como «Hora de dormir '98», en la que los miembros de la familia están amarrados y amordazados a sus camas), por incendio de un automóvil («Parrillada '79»), ahogamiento en la piscina («Fiesta de piscina '66») y por heridas causadas por un cortacésped («Trabajo en el jardín '86»). La escena del ahogamiento resulta ser especialmente perturbadora para Ellison, al ver una figura oscura con rostro demoníaco, reflejada aterradoramente sobre el agua de la piscina, sonriéndole de forma macabra y siniestra.
Tras ver a ese ente diabólico en el vídeo, cosas extrañas e inexplicables comienzan a suceder en la casa. Ellison sigue viendo las películas y descubre que hay símbolos desconocidos pintados cerca de los asesinatos, aparte del ente demoníaco que se repite en cada cinta y trata siempre de ocultarse para no estar ante la cámara.
Mientras una madrugada analizaba más vídeos en el proyector, Ellison nota movimientos extraños en la casa y oye sonidos de pisadas en el ático; al investigar qué era lo que ocurría, descubre una serie de dibujos infantiles que muestran como bocetos los distintos asesinatos de las cintas. En todos ellos se repetía la silueta del mismo ser diabólico mostrado en los vídeos caseros, al que se nombra como "Mr. Boogie".
Ellison contacta con un policía (James Ransone) para que le ayude a encontrar los lugares de los crímenes. Tras ver las imágenes, el policía lo envía con el profesor Jonas (Vincent D'Onofrio), experto en ocultismo y demonología, para descifrar el símbolo de los vídeos. Jonas le dice a Ellison que los símbolos pertenecen a un dios pagano llamado Bughuul, que devoraba las almas de los niños matando antes a sus familias.
Un día, Ellison encuentra a su esposa y a su hija Ashley discutiendo, y se entera de que su hija pintó un retrato en una pared de una de las niñas extraviadas en un asesinato. Tracy culpa de esto a Ellison y le pide que se muden a su antigua casa, pues no se siente bien viviendo en la casa de un asesinato, pero Ellison no hace caso.
Una noche, Ellison oye el proyector funcionando y sube al ático. Allí encuentra a cinco niños desconocidos, pero se da cuenta de que todos ellos son los extraviados tras los asesinatos familiares de los videos. Están viendo una de las películas, cuando notan su presencia, le hacen un gesto con el dedo índice para que guarde silencio, pero el rostro demoníaco de Bughuul aparece repentinamente frente a él. Ellison cae en shock desde el ático y huye del pasillo.
Harto de la situación, quema el proyector y las películas pensando que así, Bughuul ya no tendrá acceso a nuestro mundo, y se muda con su familia a su antigua casa. Al regresar y empezar a desempaquetar, sube al ático y encuentra la caja con el proyector y las películas intactas. Sin embargo, hay un nuevo objeto en su interior: un sobre que contiene más cintas etiquetadas como «finales extendidos». Al revisarlo, Ellison nota que, tras cada crimen, los niños perdidos aparecen en escena revelando que son ellos los que hacen la grabación del vídeo y también son los que matan a su propia familia, para luego desaparecer sin dejar rastro.
Ellison regresa con el profesor Jonas, que le envía dibujos históricos de los misteriosos símbolos y le explica que Bughuul podía aparecer en esos dibujos, que sirven de portal entre su reino y el de los mortales.
Poco tiempo después, el policía le informa a Ellison que ha descubierto el vínculo entre los asesinatos: cada familia ha vivido por última vez en la casa donde los crímenes han ocurrido. Al mudarse de la casa, según el policía, Ellison ha hecho que su familia repita el mismo patrón. Al irse el policía, Ellison comienza a sentirse mareado. Mira la taza de café de la que ha estado bebiendo y nota que había un líquido disuelto en ella. Luego ve bajo la taza una nota de su hija en la que pone dice "dulces sueños papi", pierde el conocimiento y cae desmayado al suelo.
Al despertar, se encuentra a sí mismo, a su esposa y a su hijo atados y amordazados como las familias de los vídeos, Ashley entra a la habitación portando un hacha y una cámara Super-8. Ashley comienza a grabar en la videocámara y usando el hacha, corta a su familia en pedazos y pinta las paredes con su sangre, esbozando entre la sangre imágenes infantiles como unicornios, gatos y perros; también se puede ver la macabra figura de Bughuul. Ella se acerca al proyector y reproduce la película que acaba de rodar, mostrándosela a los otros niños que aguardan en el pasillo, quienes le responden con un gesto de afirmación con la cabeza. Cuando Bughuul aparece de repente tras Ashley, los niños huyen, captura a Ashley y camina hacia la película con ella en sus brazos. En la última escena se ve la caja en el ático de los Oswalt, esta vez con un nuevo rollo de película etiquetado como «Pintando la casa '12» y al final aparece el rostro de Mr Boogie mirando hacia la cámara.

## Reparto
- Ethan Hawke como Ellison Oswalt.
- Juliet Rylance como Tracy Oswalt.
- Clare Foley como Ashley Oswalt.
- Michael Hall D'Addario como Trevor Oswalt.
- Fred Thompson como Sheriff.
- James Ransone como Oficial So & So.
- Vincent D'Onofrio como profesor Jonas.
- Danielle Kotch chica en el vídeo (trabajando en el jardín).
- Blake Mizrahi como Christopher Miller.

## Recepción

### Crítica
Las opiniones sobre Sinister han sido generalmente positivas. El semanario Variety alabó la cinta con el comentario: «Es el tipo de historia que paralizaría las psiques de los niños». El sitio Film.com opinó: «Es una película de terror profundamente espantosa que lleva muy en serio su obligación de alarmar». El especialista Roger Ebert, del diario Chicago Sun-Times, le otorgó tres de cuatro estrellas a Sinister y se refirió a ella como «una película innegablemente de miedo».
A 2 de noviembre de 2012, la película tiene una puntuación del 63% en Rotten Tomatoes con 120 opiniones. El consenso de la web es que «su trama cuelga en comportamientos típicamente irreales de películas de terror y recicla incontables clichés del género, pero Sinister ofrece un sorprendente número de giros frescos y diabólicos».[10] CraveOnline lo definió como «sólido» pero remarcó que el film «no llega al siguiente nivel como hace Insidious», e IGN alabó la historia de la película mientras criticaba algunos de los "momentos para gritar" de Sinister como vagos.[12]

### Taquilla
Durante su primer fin de semana en la cartelera estadounidense, Sinister fue exhibida en 2527 salas y recaudó USD $18 007 634, quedando en el tercer lugar después de Taken 2 y Argo. A febrero de 2013, ha obtenido ganancias por USD $77 712 439 en todo el mundo.